# Secessio plebis
Secessio plebis (Secessió o separació dels plebeus) era l'acció, per part dels plebeus romans, similar a una vaga general portada a l'extrem, en el context de les lluites de poder entre plebeus i patricis (conflicte de les ordres) durant el període de la República Romana. Alguns expliquen aquestes secessions ja sigui entre les primeres vagues de la història. o com una forma primerenca de vaga general.
Originalment, només els patricis tenien tots els drets propis dels ciutadans romans. Per exemple, només ells podien ser elegits per a exercir els diferents càrrecs d'“elecció popular” en la magistratura de Roma (qüestors, tribuns, cònsols, etc.). Atès que l'acompliment d'aquestes funcions era el camí usual per arribar al Senat romà, l'exclusió dels plebeus significava que ells estaven, en la pràctica, exclosos de la totalitat de posicions de poder o influència en la vida política i legislativa de la República (estant fins i tot prohibit el matrimoni entre patricis i plebeus), a pesar que, com a ciutadans romans, en tenien les obligacions (vegeu cursus honorum).
Durant una secessió, els plebeus simplement deixaven de dur a terme les seves responsabilitats i/o treballs “en massa”. Atès que ells eren els qui mantenien la ciutat funcionant, aquesta “vaga” significava que Roma es paralitzava. Addicionalment, els plebeus abandonaven la ciutat i anunciaven la seva intenció de formar una nova comunitat als afores de Roma.
Diferents autors tenen diferents percepcions de quantes secessions van ocórrer, començant en 494 aC Per exemple, mentre Titus Livi reconeix diverses secessions (vegeu-ho més avall), Scullard suggereix que "la tradició recorda cinc secessions entre 494 aC i, 287 aC, no totes són històriques i molts dels seus detalls són falsos..."
La secessió de 287 aC es va convertir en una de les grans fites de la història constitucional europea, atès que va establir el caràcter vàlid o de norma jurídica del plebiscit similar al referèndum, posant les bases del mecanisme fonamental de consulta a la voluntat ciutadana que regeix en el present.

## Les secessions i les seves conseqüències

### Secessió del 494 aC
En aquesta data Roma se sentia amenaçada pels eques i els volscs i desitjava, conseqüentment, aixecar un exèrcit. Al mateix temps, hi havia una crisi econòmica i molts plebeus es trobaven endeutats. D'acord amb la llei romana d'aquells temps, l'impagament del deute transformava al deutor en esclau del creditor. Els plebeus es van negar a integrar-se en l'exèrcit tret que aquesta llei canviés. Els patricis van acceptar la proposta. No obstant això, una vegada passat el perill, van renegar del compromís.
Com a conseqüència, els plebeus van marxar de Roma al Mont Sagrat. Roma es va paralitzar i els patricis van haver de cedir. El conflicte va ser resolt amb l'acord següent:
1. «Hom no perdrà la llibertat a causa de l'impagament de deutes.
2. »S'accepten com a magistrats ordinaris dos tribuns de la plebs (tribuni plebis), amb dret de veto a qualsevol actuació del Senat, o dels altres magistrats, que perjudiqui la plebs, i amb capacitat d'assistir legalment qualsevol plebeu en dificultats.
3. »S'accepta la legalitat d'una assemblea exclusivament plebea (concilium plebis).»

Aquest acord va ser celebrat amb la decisió de construir un Temple de la Concòrdia.

### Secessió del 449 aC
Durant el període anterior a l'existència de llei escrita, la llei a Roma no només estava subjecta a la interpretació dels juristes, sinó que fins i tot la seva existència es devia a la memòria (o voluntat de record) d'aquells. A la pràctica això significava que, en molts casos de conflicte entre plebeus i patricis, els advocats i jutges –tots patricis– «oblidaven» o interpretaven les lleis d'acord amb els seus interessos. En 449 aC la secessió va forçar els patricis a acceptar la llei escrita, la qual cosa es va concretar en les Lleis de les dotze taules.

### Diverses secessions menors
El 448 aC s'aconsegueix que els dos cònsols alternin any a any amb dos tribuni militum consulari potestate -dels quals un pot ser plebeu, encara que aquest càrrec no confereix la qualitat de «consularis» (necessària per poder integrar-se al Senat).
El 445 aC es permet el matrimoni legal entre plebeus i patricis (Lex Canuleia), que fins al moment era rigorosament prohibit, amb la intenció tant de conservar la puresa dels llinatges familiars dels patricis, com d'evitar l'ingrés de plebeus a l'elit sociopolítica.
El 409 aC els plebeus accedeixen per primera vegada a la magistratura (qüestor).
El 367 aC el Senat admet que, dels dos cònsols nomenats cada any, un havia de procedir de la classe dels plebeus. (Leges Liciniae-Sextiae).
El 300 aC l'últim reducte patrici, el càrrec de pontífex, és obert als plebeus.

### Secessió de 287 aC o Secessió Aventina
Aquesta va ser l'última secessió reconeguda com a tal. Els plebeus van abandonar Roma i es van congregar a l'Aventí. Com a conseqüència, el Senat va reconèixer les decisions de les assemblees de la plebs (Plebis scitum) amb força de llei i va admetre, conseqüentment, que prevalguessin sobre la voluntat dels legisladors.
En la tradició política italiana, alguns legisladors continuen usant el terme secessió aventina per qualificar l'acte d'abandonar el Congrés i reunir-se a part, separadament, com a protesta contra el que es considera ús abusiu dels poders governamentals.

## Conseqüències de les Secessio plebis
D'acord amb diversos autors, les secessio plebis formen la base del desenvolupament del dret constitucional romà. Així, per exemple, Nicolau Maquiavel argumenta: «Jo dic que els qui condemnen els tumults entre els nobles i la plebs ataquen el que fou la causa principal de la llibertat de Roma, i que es fixen més en els sorolls i crits que naixien d'aquests tumults que en els bons efectes que van produir. En tota República hi ha dos esperits contraposats, el dels grans i el del poble, i totes les lleis que es fan en pro de la llibertat neixen de la desunió de tots dos».